# Iupute
Iupute foi o Sumo Sacerdote de Amun de 944 até 924 a.C., durante os reinados de seu pai Sisaque I e de seu irmão Osocor I.
Iupute deteve uma variedade de títulos, incluindo o de Sumo Sacerdote de Amun, de generalíssimo e líder do exército e Governador do Alto Egito.
Não se sabe quem era a mãe de Iupute, mas assume-se que Tashepenbast era sua irmã. Nimlot B e Osocor I eram meio-irmãos de Iupute. A filha de Iupute com uma esposa desconhecida tinha o nome de Nesikhonsupakhered. Ela foi a esposa de Djedkhonsiufankh, que foi o quarto sacerdote de Amun.

## Outros sacerdotes e sacerdotisas
A partir do tempo de Iupute várias outras pessoas ficaram conhecidas nas posições de sacerdócio de Amun.
Djed-ptah-ef-ankh A serviu como segundo e terceiro profeta de Amun em cerca de 945-935 a.C. Djed-ptah-ef-ankh era chamado de "Filho do Faraó Ramessés" e de "Filho do Faraó Senhor das Duas Terras", podendo estar relacionado com a dinastia anterior. Djed-ptah-ef-ankh foi sepultado na tumba DB320.
Nesy, que foi um chefe Mahasun (uma tribo líbia) serviu como quarto profeta de Amun.